# Runowo Pomorskie

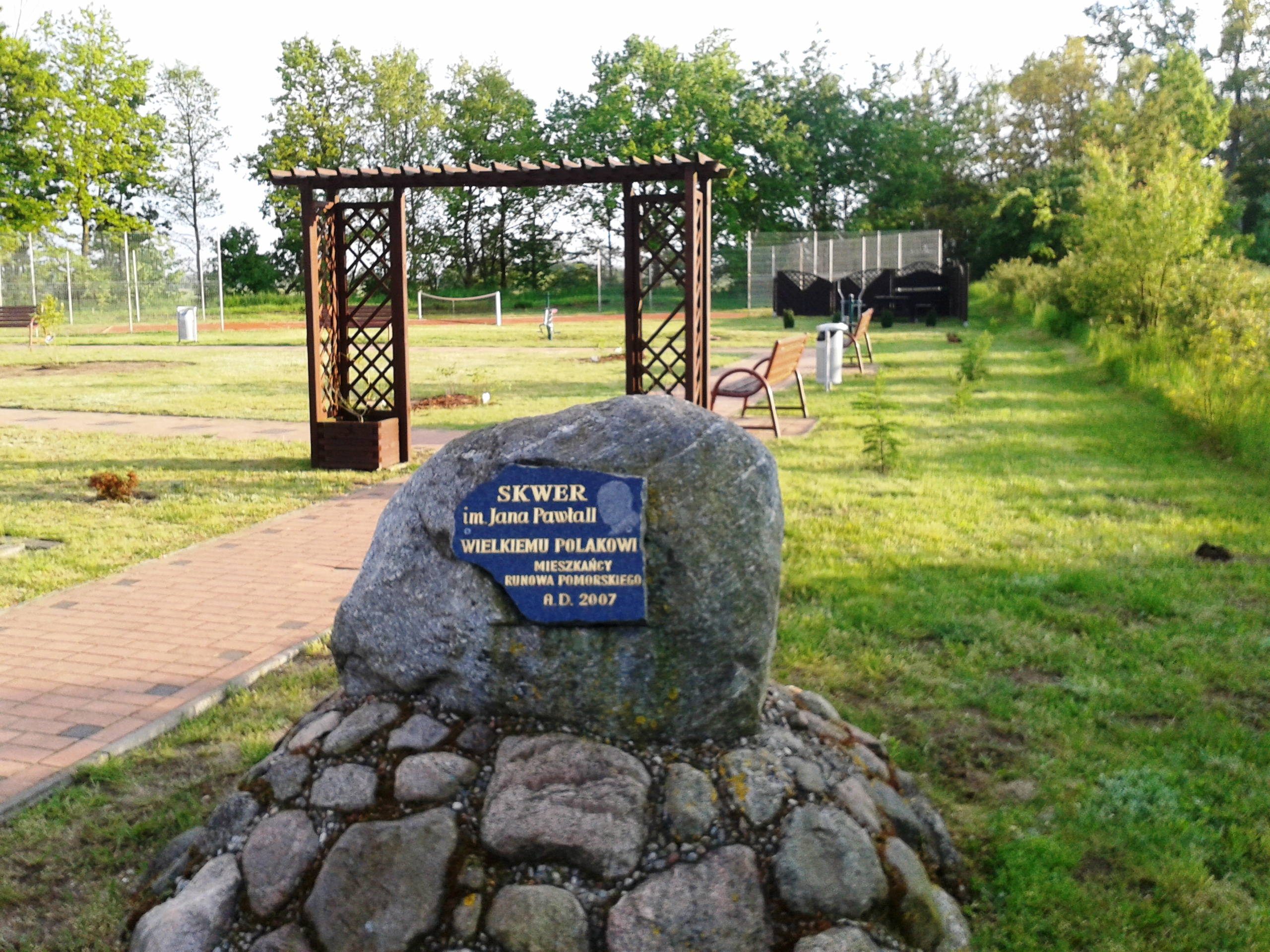
Skwer Jana Pawła II w Runowie Pomorskim

Runowo Pomorskie (niem. Ruhnow) – osada w Polsce położona w województwie zachodniopomorskim, w powiecie łobeskim, w gminie Węgorzyno, zamieszkiwana w XIX i XX wieku głównie przez rodziny pracowników kolejowych.
Powstanie i rozwój osady był ściśle związany z rozwojem kolejnictwa na Pomorzu Zachodnim, tj. oddaniem 1 czerwca 1859 do użytku linii Stargard-Gdańsk, a w 1873 linii Runowo-Szczecinek, w wyniku czego tutejsza stacja uzyskała rangę węzła kolejowego. W związku z tym powstały zachowane do dzisiaj zabytkowe obiekty infrastruktury kolejowej: budynki stacyjne, lokomotywownia wraz z obrotnicą, wieża ciśnień oraz zabudowania mieszkalne kolejarzy.

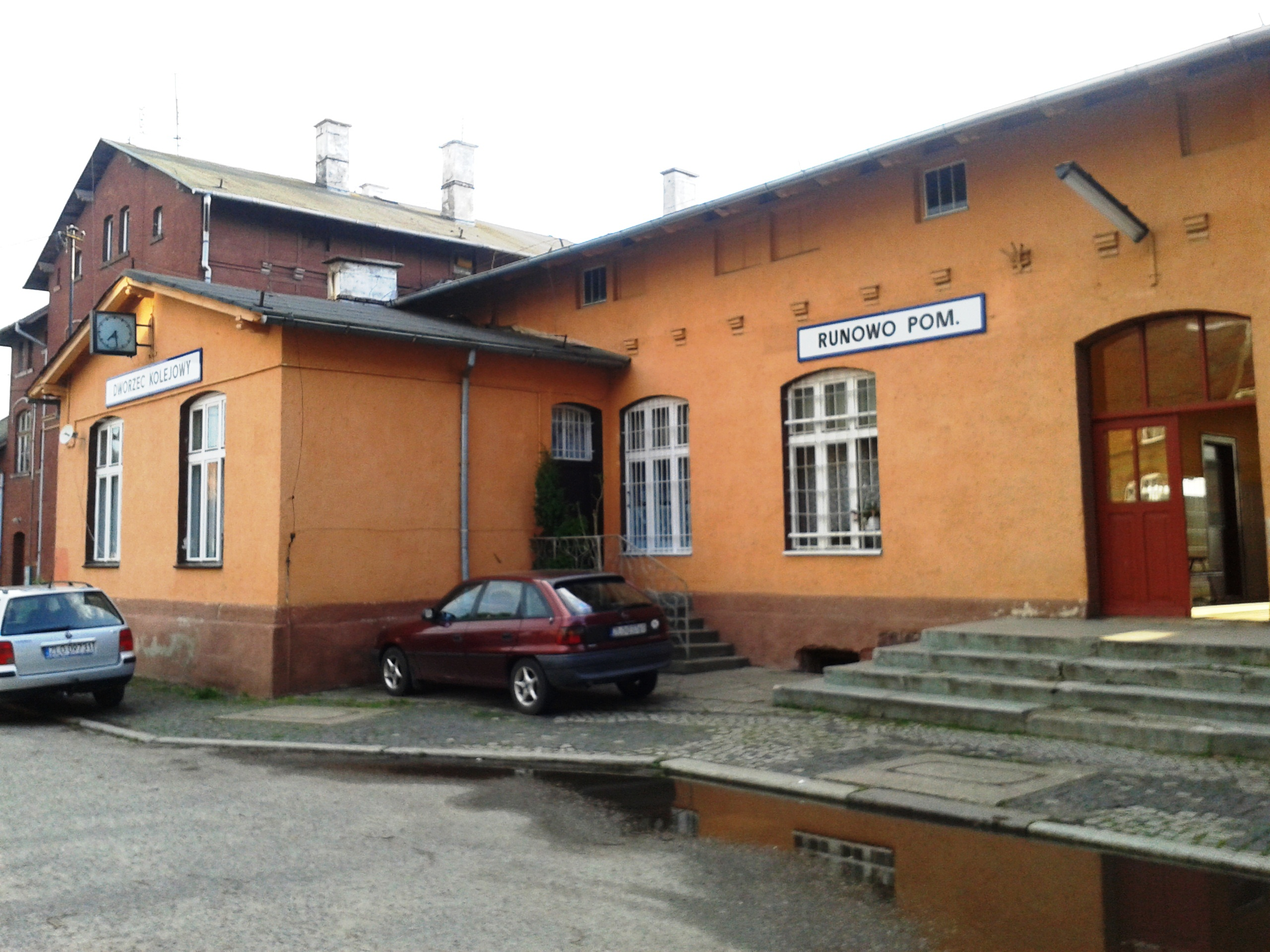
Runowo Pomorskie - dworzec kolejowy

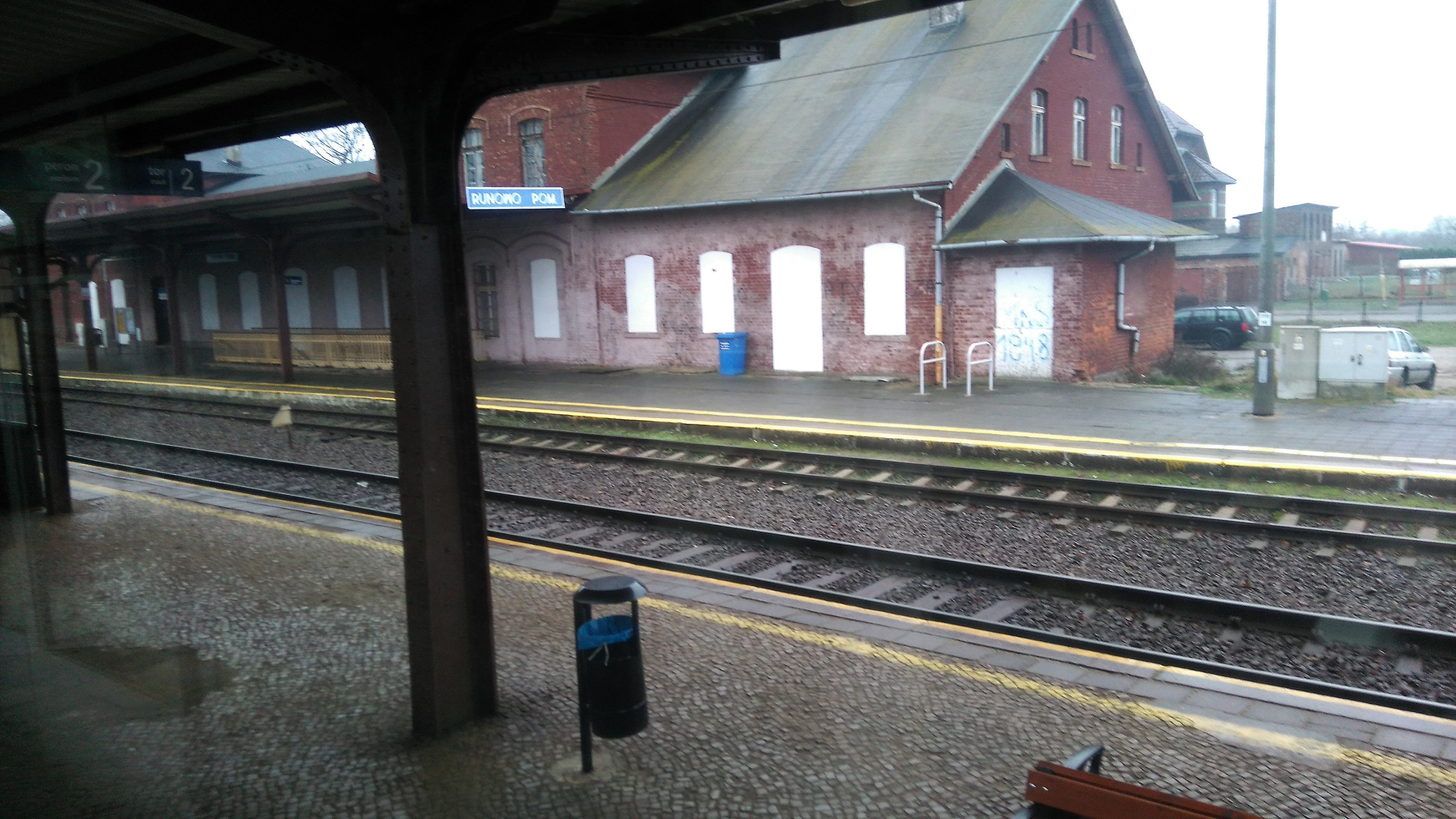
Runowo Pomorskie - dworzec PKP i fragment peronu

Od 1874 były prowadzone dla tej miejscowości akta stanu cywilnego.
W dniach 6-7 czerwca 2009 obchodzono jubileusz 150-lecia osady kolejowej Runowo Pomorskie, upamiętniony tablicą na budynku dworca kolejowego.
W latach 1975–1998 miejscowość administracyjnie należała do województwa szczecińskiego.